# Plesioneuron kundipense
Plesioneuron kundipense är en kärrbräkenväxtart som beskrevs av Holtt. Plesioneuron kundipense ingår i släktet Plesioneuron och familjen Thelypteridaceae. Inga underarter finns listade.